# Berner Sport Club Young Boys 2009-2010
Questa voce raccoglie le informazioni riguardanti il Berner Sport Club Young Boys nelle competizioni ufficiali della stagione 2009-2010.

## Stagione
Nella stagione 2009-2010 lo Young Boys, allenato da Vladimir Petković, concluse il campionato di Super League al 2º posto. In Coppa Svizzera lo Young Boys fu eliminato ai quarti di finale dal Losanna. In Europa League lo Young Boys fu eliminato al terzo turno di qualificazione dall'Athletic Bilbao.

## Rosa
| N. |                           | Ruolo | Calciatore          |
| -- | ------------------------- | ----- | ------------------- |
| 1  | Svizzera (bandiera)       | P     | Marco Wölfli        |
| 3  | Svizzera (bandiera)       | D     | Aron Liechti        |
| 5  | Argentina (bandiera)      | D     | Emiliano Dudar      |
| 6  | Costa d'Avorio (bandiera) | D     | Hassan Lingani      |
| 7  | Costa d'Avorio (bandiera) | A     | Seydou Doumbia      |
| 8  | Svizzera (bandiera)       | D     | Scott Sutter        |
| 10 | Costa d'Avorio (bandiera) | C     | Gilles Yapi Yapo    |
| 11 | Costa d'Avorio (bandiera) | C     | Thierry Doubaï      |
| 13 | Svizzera (bandiera)       | D     | Adriano De Pierro   |
| 14 | Svizzera (bandiera)       | C     | Christian Schneuwly |
| 15 | Camerun (bandiera)        | A     | Henri Bienvenu      |
| 16 | Svizzera (bandiera)       | C     | Mario Raimondi      |
| 17 | Svizzera (bandiera)       | A     | Giuseppe Morello    |
| 18 | Italia (bandiera)         | P     | Paolo Collaviti     |

| N. |                           | Ruolo | Calciatore          |
| -- | ------------------------- | ----- | ------------------- |
| 20 | Svizzera (bandiera)       | D     | François Affolter   |
| 21 | Svizzera (bandiera)       | C     | David Degen         |
| 22 | Svizzera (bandiera)       | C     | Xavier Hochstrasser |
| 23 | Svizzera (bandiera)       | C     | Alberto Regazzoni   |
| 24 | Svizzera (bandiera)       | D     | Marc Schneider      |
| 25 | Svizzera (bandiera)       | C     | Alexandre Pasche    |
| 26 | Svizzera (bandiera)       | A     | Marco Schneuwly     |
| 27 | Costa d'Avorio (bandiera) | C     | Youssouf Traoré     |
| 28 | Svizzera (bandiera)       | P     | Hrvoje Bukovski     |
| 29 | Senegal (bandiera)        | A     | Matar Coly          |
| 32 | Svizzera (bandiera)       | C     | David Frey          |
| 34 | Tunisia (bandiera)        | D     | Issam Merdassi      |
| 35 | Svizzera (bandiera)       | A     | Mauro Lustrinelli   |

## Organigramma societario
Area tecnica
- Allenatore: Vladimir Petković
- Allenatore in seconda: Erminio Piserchia
- Preparatore dei portieri: Peter Kobel
- Preparatori atletici:

## Calciomercato

### Sessione estiva
| Acquisti | Acquisti                | Acquisti     | Acquisti |
| R.       | Nome                    | da           | Modalità |
| -------- | ----------------------- | ------------ | -------- |
| A        | Khaled Gourmi           | Yverdon      |          |
| P        | Hrvoje Bukovski         | Friburgo U19 |          |
| A        | Matar Coly              | Al-Wahda     |          |
| D        | Adriano De Pierro       | Losanna      |          |
| D        | Emiliano Dudar          | Bellinzona   |          |
| C        | David Frey              | Thun         |          |
| A        | Joetex Asamoah Frimpong | Lucerna      |          |
| D        | Aron Liechti            | Bienne       |          |
| D        | Issam Merdassi          | Sfaxien      |          |
| C        | Alexandre Pasche        | Losanna      |          |
| C        | Christian Schneuwly     | Bienne       |          |
| D        | Scott Sutter            | Grasshoppers |          |

| Cessioni | Cessioni                | Cessioni        | Cessioni |
| R.       | Nome                    | a               | Modalità |
| -------- | ----------------------- | --------------- | -------- |
| D        | Miguel Portillo         | Lugano          |          |
| A        | Joetex Asamoah Frimpong | Lucerna         |          |
| D        | Felix Bastians          | Friburgo        |          |
| D        | Augusto                 | Avaí            |          |
| P        | Roman Bürki             | Thun            |          |
| C        | Carlos Varela           | Neuchâtel Xamax |          |
| C        | Baykal Kulaksızoğlu     | Aarau           |          |
| C        | Guillermo Ariel Pereyra | Real Murcia     |          |
| D        | Christian Schwegler     | Salisburgo      |          |

### Sessione invernale
| Acquisti | Acquisti          | Acquisti   | Acquisti |
| R.       | Nome              | da         | Modalità |
| -------- | ----------------- | ---------- | -------- |
| A        | Mauro Lustrinelli | Bellinzona |          |
| A        | Henri Bienvenu    | Espérance  |          |
| A        | Giuseppe Morello  | Bienne     |          |
| D        | Hassan Lingani    | Bastia     |          |

| Cessioni | Cessioni      | Cessioni | Cessioni |
| R.       | Nome          | a        | Modalità |
| -------- | ------------- | -------- | -------- |
| A        | Khaled Gourmi | Yverdon  |          |
| D        | Saïf Ghezal   | Al-Ahli  |          |

## Risultati

### Super League

#### Prima fase, girone di andata
| Arbitro: | Studer |

|                       |           |                                                |
| Hassli 35’ Rochat 63’ | Marcatori | 19’ Yapi Yapo 24’ Regazzoni 75’ (rig.) Doumbia |

| Arbitro: | Circhetta |

|             |           |              |
| Doumbia 20’ | Marcatori | 63’ Costanzo |

| Arbitro: | Laperrière |

|  |           |                            |
|  | Marcatori | 16’, 43’ Doumbia 61’ Degen |

| Arbitro: | Busacca |

|                                  |           |  |
| Doumbia 75’ (rig.) Yapi Yapo 80’ | Marcatori |  |

| Arbitro: | Wermelinger |

|                                                 |           |                                  |
| Doumbia 14’ (rig.) Schneuwly 15’, 29’ Degen 87’ | Marcatori | 67’ (aut.) Wölfli 81’ Ciarrocchi |

| Arbitro: | Bertolini |

|          |           |                      |
| Paiva 2’ | Marcatori | 22’ Ghezal 36’ Degen |

| Arbitro: | Studer |

|                                                  |           |              |
| Schneider 47’ Schneuwly 49’ Yapi Yapo 59’ (rig.) | Marcatori | 85’ Adeshina |

| Arbitro: | Bertolini |

|         |           |                           |
| Frei 6’ | Marcatori | 75’ Doumbia 90’ Schneuwly |

| Arbitro: | Laperrière |

|                               |           |  |
| Gavranović 31’ Ideye 76’, 88’ | Marcatori |  |

#### Prima fase, girone di ritorno
| Arbitro: | Kever |

|                                     |           |  |
| Schneuwly 16’ Doumbia 48’ Degen 55’ | Marcatori |  |

| Arbitro: | Studer |

|                                  |           |                                |
| Abegglen 75’ Zé Vítor 89’ (rig.) | Marcatori | 20’ Regazzoni 37’, 90’ Doumbia |

| Arbitro: | Bertolini |

|                                  |           |  |
| Ghezal 39’ Doumbia 43’, 71’, 78’ | Marcatori |  |

| Arbitro: | Lechner |

|                                |           |           |
| Callà 13’ Smiljanić 76’ (rig.) | Marcatori | 69’ Degen |

| Arbitro: | Circhetta |

|              |           |                                                                               |
| Sermeter 86’ | Marcatori | 15’ (rig.) Yapi Yapo 22’, 24’, 38’ Doumbia 47’ Degen 62’ Sutter 84’ Schneider |

| Arbitro: | Bertolini |

|           |           |          |
| Dudar 71’ | Marcatori | 65’ Ianu |

| Arbitro: | Studer |

|                                       |           |          |
| Adeshina 5’ Nwaneri 38’ Domínguez 62’ | Marcatori | 77’ Coly |

| Arbitro: | Busacca |

|                          |           |  |
| Doumbia 3’ Schneuwly 45’ | Marcatori |  |

| Arbitro: | Bertolini |

|               |           |  |
| Regazzoni 63’ | Marcatori |  |

#### Seconda fase, girone di andata
| Arbitro: | Busacca |

|                                                      |           |  |
| Frei 68’ (rig.) Streller 81’ Gelabert 86’ Safari 90’ | Marcatori |  |

| Arbitro: | Laperrière |

|                 |           |           |
| Doumbia 1’, 17’ | Marcatori | 86’ Paiva |

| Arbitro: | Circhetta |

|             |           |                    |
| Merenda 78’ | Marcatori | 37’, 65’ Regazzoni |

| Arbitro: | Studer |

|                            |           |           |
| Regazzoni 84’ Bienvenu 90’ | Marcatori | 23’ Gajić |

| Arbitro: | Laperrière |

|             |           |  |
| Nuzzolo 23’ | Marcatori |  |

| Arbitro: | Wermelinger |

|                 |           |  |
| Lustrinelli 79’ | Marcatori |  |

| Arbitro: | Circhetta |

|                                   |           |  |
| Doumbia 6’, 69’, 82’ Bienvenu 12’ | Marcatori |  |

| Arbitro: | Gangl |

|            |           |                                |
| Diarra 33’ | Marcatori | 41’, 90’ Doumbia 72’ Yapi Yapo |

| Arbitro: | Busacca |

|                                |           |               |
| Schneuwly 45’ Doumbia 65’, 67’ | Marcatori | 70’ Rapisarda |

#### Seconda fase, girone di ritorno
| Arbitro: | Kever |

|          |           |                                                                     |
| Lang 50’ | Marcatori | 16’ Doumbia 35’ (rig.) Regazzoni 62’ Raimondi 75’, 86’ Hochstrasser |

| Arbitro: | Circhetta |

|                           |           |            |
| Bienvenu 72’ Affolter 90’ | Marcatori | 53’ Kasami |

| Arbitro: | Laperrière |

|                        |           |                        |
| Zárate 53’ Salatic 61’ | Marcatori | 90’ (rig.) Lustrinelli |

| Arbitro: | Studer |

|                                                  |           |              |
| Mpenza 9’ Obradović 27’ Alioui 45’ Domínguez 82’ | Marcatori | 47’ Raimondi |

| Arbitro: | Kever |

|                                                 |           |            |
| Doumbia 12’, 16’ Regazzoni 55’ Hochstrasser 70’ | Marcatori | 35’ Geiger |

| Arbitro: | Busacca |

|  |           |                               |
|  | Marcatori | 62’ Bienvenu 72’ Hochstrasser |

| Arbitro: | Wermelinger |

|                              |           |              |
| Lustrinelli 41’ Bienvenu 90’ | Marcatori | 23’ Abegglen |

| Arbitro: | Kever |

|                                                   |           |             |
| Ferreira 2’ Ianu 24’, 56’ Kukeli 43’ Siegrist 85’ | Marcatori | 80’ Doumbia |

| Arbitro: | Laperrière |

|  |           |                              |
|  | Marcatori | 39’ Stocker 61’ Chipperfield |

### Coppa Svizzera
| 19 settembre 2009, ore 17:00 CEST Primo turno | Baden | 1 – 3 | Young Boys |  |

| 18 ottobre 2009, ore 14:30 CEST Secondo turno | Yverdon | 1 – 3 | Young Boys |  |

| 22 novembre 2009, ore 14:30 CET Ottavi di finale | Neuchâtel Xamax | 0 – 1 | Young Boys |  |

| 13 dicembre 2009, ore 15:30 CET Quarti di finale | Losanna | 4 – 1 | Young Boys |  |

### Europa League

#### Fase di qualificazione
| Arbitro: | Kapitanis |

|  |           |             |
|  | Marcatori | 23’ Doumbia |

| Arbitro: | Yefet |

|              |           |                          |
| Frimpong 90’ | Marcatori | 26’ Llorente 72’ Muniain |

## Statistiche

### Statistiche di squadra
| Competizione   | Punti | In casa | In casa | In casa | In casa | In casa | In casa | In trasferta | In trasferta | In trasferta | In trasferta | In trasferta | In trasferta | Totale | Totale | Totale | Totale | Totale | Totale | DR  |
| Competizione   | Punti | G       | V       | N       | P       | Gf      | Gs      | G            | V            | N            | P            | Gf           | Gs           | G      | V      | N      | P      | Gf     | Gs     | DR  |
| -------------- | ----- | ------- | ------- | ------- | ------- | ------- | ------- | ------------ | ------------ | ------------ | ------------ | ------------ | ------------ | ------ | ------ | ------ | ------ | ------ | ------ | --- |
| Super League   | 77    | 18      | 15      | 2       | 1       | 41      | 13      | 18           | 10           | 0            | 8            | 37           | 34           | 36     | 25     | 2      | 9      | 78     | 47     | +31 |
| Coppa Svizzera | -     | 0       | 0       | 0       | 0       | 0       | 0       | 4            | 3            | 0            | 1            | 8            | 6            | 4      | 3      | 0      | 1      | 8      | 6      | +2  |
| Europa League  | -     | 1       | 0       | 0       | 1       | 1       | 2       | 1            | 1            | 0            | 0            | 1            | 0            | 2      | 1      | 0      | 1      | 2      | 2      | 0   |
| Totale         | 77    | 19      | 15      | 2       | 2       | 42      | 15      | 23           | 14           | 0            | 9            | 46           | 40           | 42     | 29     | 2      | 11     | 88     | 55     | +33 |

### Andamento in campionato
| Giornata  | 1 | 2 | 3 | 4 | 5 | 6 | 7 | 8 | 9 | 10 | 11 | 12 | 13 | 14 | 15 | 16 | 17 | 18 | 19 | 20 | 21 | 22 | 23 | 24 | 25 | 26 | 27 | 28 | 29 | 30 | 31 | 32 | 33 | 34 | 35 | 36 |
| --------- | - | - | - | - | - | - | - | - | - | -- | -- | -- | -- | -- | -- | -- | -- | -- | -- | -- | -- | -- | -- | -- | -- | -- | -- | -- | -- | -- | -- | -- | -- | -- | -- | -- |
| Luogo     | T | C | T | C | C | T | C | T | T | C  | T  | C  | T  | T  | C  | T  | C  | C  | T  | C  | T  | C  | T  | C  | C  | T  | C  | T  | C  | T  | T  | C  | T  | C  | T  | C  |
| Risultato | V | N | V | V | V | V | V | V | P | V  | V  | V  | P  | V  | N  | P  | V  | V  | P  | V  | V  | V  | P  | V  | V  | V  | V  | V  | V  | P  | P  | V  | V  | V  | P  | P  |
| Posizione | 3 | 3 | 1 | 1 | 1 | 1 | 1 | 1 | 1 | 1  | 1  | 1  | 1  | 1  | 1  | 1  | 1  | 1  | 1  | 1  | 1  | 1  | 1  | 1  | 1  | 1  | 1  | 1  | 1  | 1  | 2  | 1  | 1  | 1  | 2  | 2  |

Legenda:

Luogo: C = Casa; T = Trasferta. Risultato: V = Vittoria; N = Pareggio; P = Sconfitta.

### Statistiche dei giocatori
| Giocatore       | Super League | Super League | Super League | Super League | Europa League Qual. | Europa League Qual. | Europa League Qual. | Europa League Qual. | Totale   | Totale | Totale      | Totale     |
| Giocatore       | Presenze     | Reti         | Ammonizioni  | Espulsioni   | Presenze            | Reti                | Ammonizioni         | Espulsioni          | Presenze | Reti   | Ammonizioni | Espulsioni |
| --------------- | ------------ | ------------ | ------------ | ------------ | ------------------- | ------------------- | ------------------- | ------------------- | -------- | ------ | ----------- | ---------- |
| F. Affolter     | 34           | 1            | 5            | 0            | 1                   | 0                   | 0                   | 0                   | 35       | 1      | 5           | 0          |
| H. Bienvenu     | 15           | 5            | 3            | 0            | 0                   | 0                   | 0                   | 0                   | 15       | 5      | 3           | 0          |
| H. Bukovski     | 0            | 0            | 0            | 0            | 0                   | 0                   | 0                   | 0                   | 0        | 0      | 0           | 0          |
| P. Collaviti    | 0            | 0            | 0            | 0            | 0                   | 0                   | 0                   | 0                   | 0        | 0      | 0           | 0          |
| M. Coly         | 13           | 1            | 3            | 0            | 0                   | 0                   | 0                   | 0                   | 13       | 1      | 3           | 0          |
| A. De Pierro    | 7            | 0            | 0            | 0            | 0                   | 0                   | 0                   | 0                   | 7        | 0      | 0           | 0          |
| D. Degen        | 30           | 6            | 7            | 1            | 2                   | 0                   | 2                   | 0                   | 32       | 6      | 9           | 1          |
| T. Doubaï       | 20           | 0            | 2            | 0            | 0                   | 0                   | 0                   | 0                   | 20       | 0      | 2           | 0          |
| S. Doumbia      | 32           | 30           | 3            | 1            | 2                   | 1                   | 0                   | 0                   | 34       | 31     | 3           | 1          |
| E. Dudar        | 31           | 1            | 7            | 1            | 2                   | 0                   | 0                   | 0                   | 33       | 1      | 7           | 1          |
| D. Frey         | 0            | 0            | 0            | 0            | 0                   | 0                   | 0                   | 0                   | 0        | 0      | 0           | 0          |
| J. Frimpong     | 4            | 0            | 0            | 0            | 2                   | 1                   | 0                   | 0                   | 6        | 1      | 0           | 0          |
| S. Ghezal       | 17           | 2            | 1            | 1            | 2                   | 0                   | 0                   | 0                   | 19       | 2      | 1           | 1          |
| K. Gourmi       | 2            | 0            | 0            | 0            | 0                   | 0                   | 0                   | 0                   | 2        | 0      | 0           | 0          |
| X. Hochstrasser | 34           | 4            | 11           | 1            | 2                   | 0                   | 0                   | 0                   | 36       | 4      | 11          | 1          |
| A. Liechti      | 8            | 0            | 0            | 0            | 0                   | 0                   | 0                   | 0                   | 8        | 0      | 0           | 0          |
| H. Lingani      | 3            | 0            | 0            | 0            | 0                   | 0                   | 0                   | 0                   | 3        | 0      | 0           | 0          |
| M. Lustrinelli  | 13           | 3            | 1            | 0            | 0                   | 0                   | 0                   | 0                   | 13       | 3      | 1           | 0          |
| I. Merdassi     | 20           | 0            | 3            | 1            | 2                   | 0                   | 1                   | 0                   | 22       | 0      | 4           | 1          |
| G. Morello      | 1            | 0            | 1            | 0            | 0                   | 0                   | 0                   | 0                   | 1        | 0      | 1           | 0          |
| A. Pasche       | 10           | 0            | 1            | 0            | 2                   | 0                   | 0                   | 0                   | 12       | 0      | 1           | 0          |
| M. Portillo     | 0            | 0            | 0            | 0            | 0                   | 0                   | 0                   | 0                   | 0        | 0      | 0           | 0          |
| M. Raimondi     | 19           | 2            | 1            | 0            | 0                   | 0                   | 0                   | 0                   | 19       | 2      | 1           | 0          |
| A. Regazzoni    | 33           | 8            | 10           | 0            | 2                   | 0                   | 1                   | 0                   | 35       | 8      | 11          | 0          |
| M. Schneider    | 16           | 2            | 3            | 0            | 0                   | 0                   | 0                   | 0                   | 16       | 2      | 3           | 0          |
| C. Schneuwly    | 29           | 3            | 2            | 0            | 0                   | 0                   | 0                   | 0                   | 29       | 3      | 2           | 0          |
| M. Schneuwly    | 16           | 4            | 4            | 0            | 2                   | 0                   | 0                   | 0                   | 18       | 4      | 4           | 0          |
| S. Sutter       | 28           | 1            | 2            | 0            | 2                   | 0                   | 0                   | 0                   | 30       | 1      | 2           | 0          |
| Y. Traoré       | 2            | 0            | 0            | 0            | 1                   | 0                   | 0                   | 0                   | 3        | 0      | 0           | 0          |
| M. Wölfli       | 36           | 0            | 4            | 0            | 2                   | 0                   | 0                   | 0                   | 38       | 0      | 4           | 0          |
| G. Yapi Yapo    | 30           | 5            | 4            | 0            | 2                   | 0                   | 0                   | 1                   | 32       | 5      | 4           | 1          |